# إل كيو جونز
إل كيو جونز (بالإنجليزية: L. Q. Jones)‏ (19 أغسطس 1927 - 9 يوليو 2022)، هو مخرج أفلام، وممثل تلفزي، وممثل أفلام، وكاتب سيناريو، ومنتج أفلام أمريكي، ولد في بومونت.

## التعليم
تعلم في كلية الحقوق في جامعة تكساس ‏

## وصلات خارجية
- إل كيو جونز على موقع IMDb (الإنجليزية)
- إل كيو جونز على موقع ألو سيني (الفرنسية)
- إل كيو جونز على موقع ميوزك برينز (الإنجليزية)
- إل كيو جونز على موقع أول موفي (الإنجليزية)
- إل كيو جونز على موقع قاعدة بيانات الأفلام السويدية (السويدية)
- إل كيو جونز على موقع إن إن دي بي (الإنجليزية)
- إل كيو جونز على موقع ديسكوغز (الإنجليزية)
- إل كيو جونز على موقع قاعدة بيانات الفيلم (الإنجليزية)
- إل كيو جونز على موقع كينوبويسك (الروسية)